# ソビエトにおける誘導弾の開発の歴史
ソビエトにおける誘導弾の開発の歴史に関して記す。

## 概要
ソビエトではナチスドイツから接収した誘導弾の分析、模倣から国産化が進められた。1945年にナチスドイツが連合国へ降伏する前から、ソビエトは調査団をドイツに送り、占領した地域から順次、兵器や技術情報を接収していた。フリッツXやヘンシェル Hs 293等の誘導弾もそれらの戦利品で後の誘導弾の国産化に影響を与えた。1947年に農業機械省のCB No.2(1951年に第642研究所に変更)に独自の誘導弾である赤外線誘導式のSNAB-3000の開発が指示され、1951年10月15日に中央委員会はIl-28へ搭載する電波指令誘導爆弾であるUB-2000FとTu-16爆撃機へ搭載するUB-5000Fの開発を承認した。
CB-2が爆弾の開発を担当して第648研究所が制御装置の開発を担当した。1953年から54年にかけてアストラハン地方のウラジミロフカ試射場で試験が実施され、1955年12月1日の中央委員会で誘導爆弾UB-2000F「チャイカ」はUB-2F（4A22）として制式化され1956年に120機が製造され、12機のIL-28爆撃機が改造された。この有望な武器がスエズ危機の間に必要であるかもしれないことに気いたニキータ・フルシチョフは開発を催促するとともに、テレビ誘導仕様の開発も命じ、それは1955年秋にUB-5000Fでテストされ、良好な結果を得た。さらに同様の装置を備える5トンのBWB-5誘導弾の開発が決定された。しかし、それらは良好な結果を得ていたものの、既に超音速機の時代が始まっており、そのような大型の爆弾を搭載することで鈍重になり、尚且つ、母機が高速で飛行するため着弾まで遠隔操作での誘導は実用的ではなくなりつつあり、開発は中止された。その後、ソビエトでこの種の光学誘導空対地誘導弾の開発が再開するのは1971年の応用流体力学研究所でのMiG-27戦闘爆撃機へ搭載するレーザー誘導爆弾であるKAB-500とKAB-1500の開発まで待たなければならなかった。

## UB-2000F
UB-2000FはフリッツXを元に開発された手動指令照準線一致誘導方式の誘導爆弾。航空機から投下されて後部のマーカー(発煙筒)を頼りに操作手が誘導する。視認できる位置から着弾まで常に制御指令を送り続けなければならない。

## SNAB-3000
ソビエトで最初の赤外線誘導弾で熱源が高温で尚且つ晴れた日の夜間のみ利用可能だった。打ちっぱなし式で投下後、すぐに反転離脱が可能だった。数回の試験が実施されたが、当時の赤外線受光素子と信号処理技術では溶鉱炉のような高温の熱源にのみ有効であることが判明した。

## UB-5000F
UB-5000FはUB-2000Fの拡大版で共通点が多い。全長4.7メートルから6.8メートル、X字型翼の翼幅は2670 mm、安定翼の翼幅は1810 mmに増加して総重量は5,100㎏で、弾頭部が4,200㎏だった。開発の主要な問題点はUB-2000Fの開発段階で解決済だったので開発はより容易でより重く、高速で飛行するので構造体が強化された。
UB-5000Fの開発の初期の段階ではフリッツXを元に開発されたUB-2000Fと同様の手動指令照準線一致誘導方式とテレビ誘導方式の2形式が検討された。1954年の2回目の試験ではテレビ誘導式がTu-4爆撃機に装備された。地上の標的の画像を爆弾から見ながら操作手はジョイスティックで制御指令をUB-5000Fへ送信して補助翼を動かす。さらにテレビ装置の使用は照準の精度を高め、天候への依存を減らし、標的の頭上を通過する必要性を廃する事で母機の生存性を高める。

## KAB-500
テレビ誘導式のKAB-500KR、KAB-500OD、レーザー誘導式のKAB-500L、衛星誘導式のKAB-500S-Eがある。

## KAB-1500
精密誘導爆弾でレーザー誘導式のKAB-500Lとグロナス衛星航法式のKAB-1500S-E等がある。